# أورو ألفارو
أورو ألفارو (بالبرتغالية: Auro‏) (23 يناير 1996 بساو باولو في البرازيل - ) هو لاعب كرة قدم برازيلي في مركزي الدفاع والظهير. شارك مع منتخب البرازيل تحت 17 سنة لكرة القدم ومنتخب البرازيل تحت 20 سنة لكرة القدم. أما مع النوادي، فقد لعب مع نادي ساو باولو وأتلتيكو لينينسي.

## روابط خارجية
- أورو ألفارو على موقع الدوري الأمريكي (الإنجليزية)
- أورو ألفارو على موقع قاعدة بيانات كرة القدم.إي يو (الإنجليزية)
- أورو ألفارو على موقع Soccerway.com (الإنجليزية)
- أورو ألفارو على موقع AS.com (الإسبانية)